# Matford

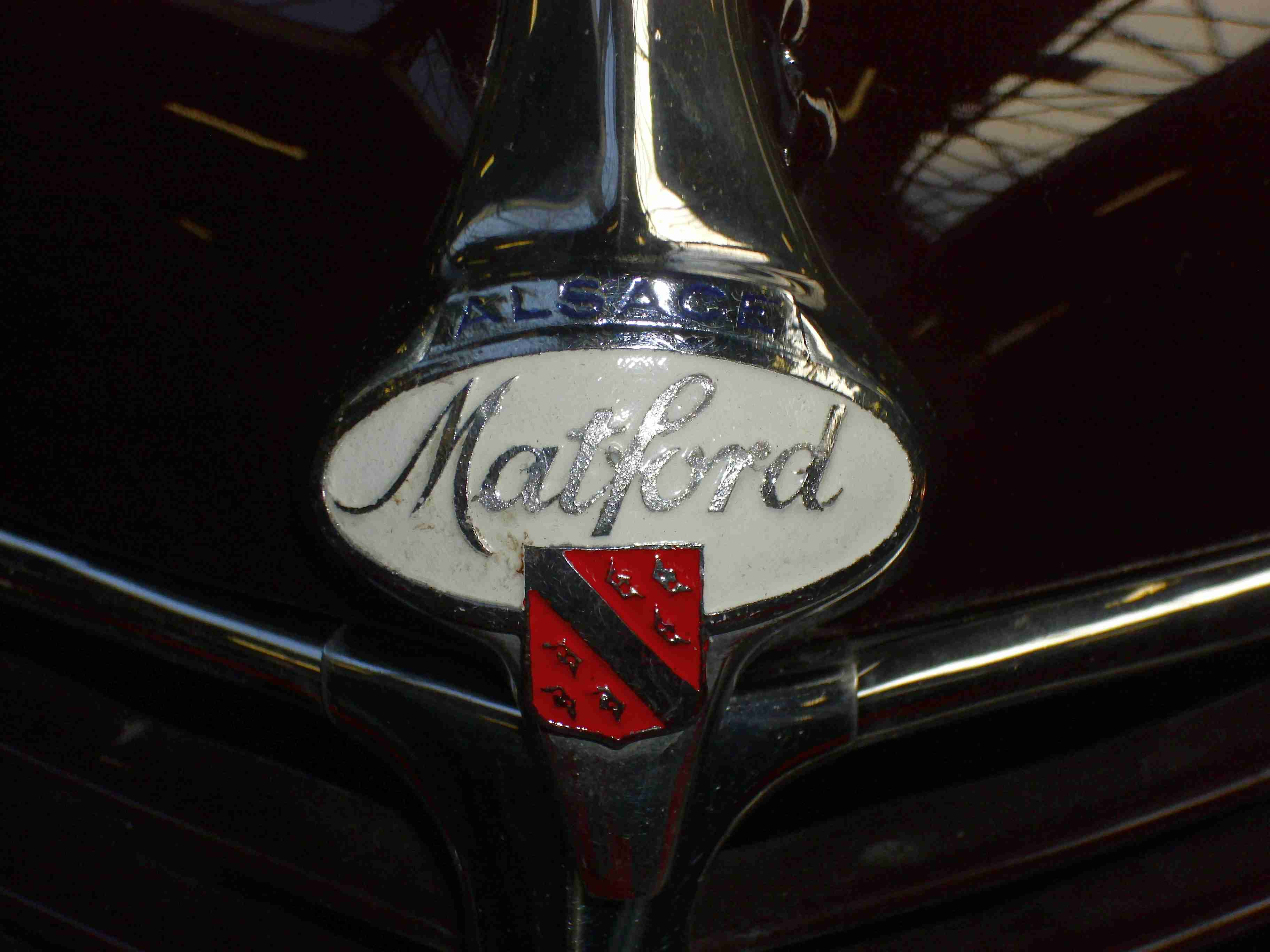
Emblem von 1939

Die SA Française Matford war ein französischer Hersteller von Automobilen.

## Unternehmensgeschichte
Maurice Dollfus von Ford France und Émile Mathis von SA Mathis gründeten im September 1934 das Gemeinschaftsunternehmen Matford zur Automobilproduktion. Der Markenname lautete Matford. 1940 endete die Pkw-Produktion. Lkw entstanden bis 1946.

## Fahrzeuge

### Personenwagen
Zu Anfang wurden Mathis-Modelle unter dem Markennamen Matford angeboten, parallel dann Ford-Modelle, die die Modelle von Mathis nachfolgend verdrängten.
Die Modellreihe Quadruflex verfügte über Fahrgestelle von Mathis und V8-Motoren von Ford. Sie verkaufte sich schlecht.
Die Fahrzeuge des Modelljahrs 1935 entsprachen dem amerikanischen Ford V8 Modell 48. Für den Antrieb sorgte ein V8-Motor mit 3622 cm³ Hubraum.
1936 folgte der Alsace mit einer neuen, weniger amerikanisierten Karosserie. Die viertürige Limousine verfügte über vier Seitenfenster. Zur Wahl standen V8-Motoren mit 2227 cm³ und 3622 cm³ Hubraum.
1937 ergänzten ein Cabriolet und die Schrägheckvariante Commerciale das Sortiment. 1938 kam ein Kombi mit Holzbeplankung dazu.

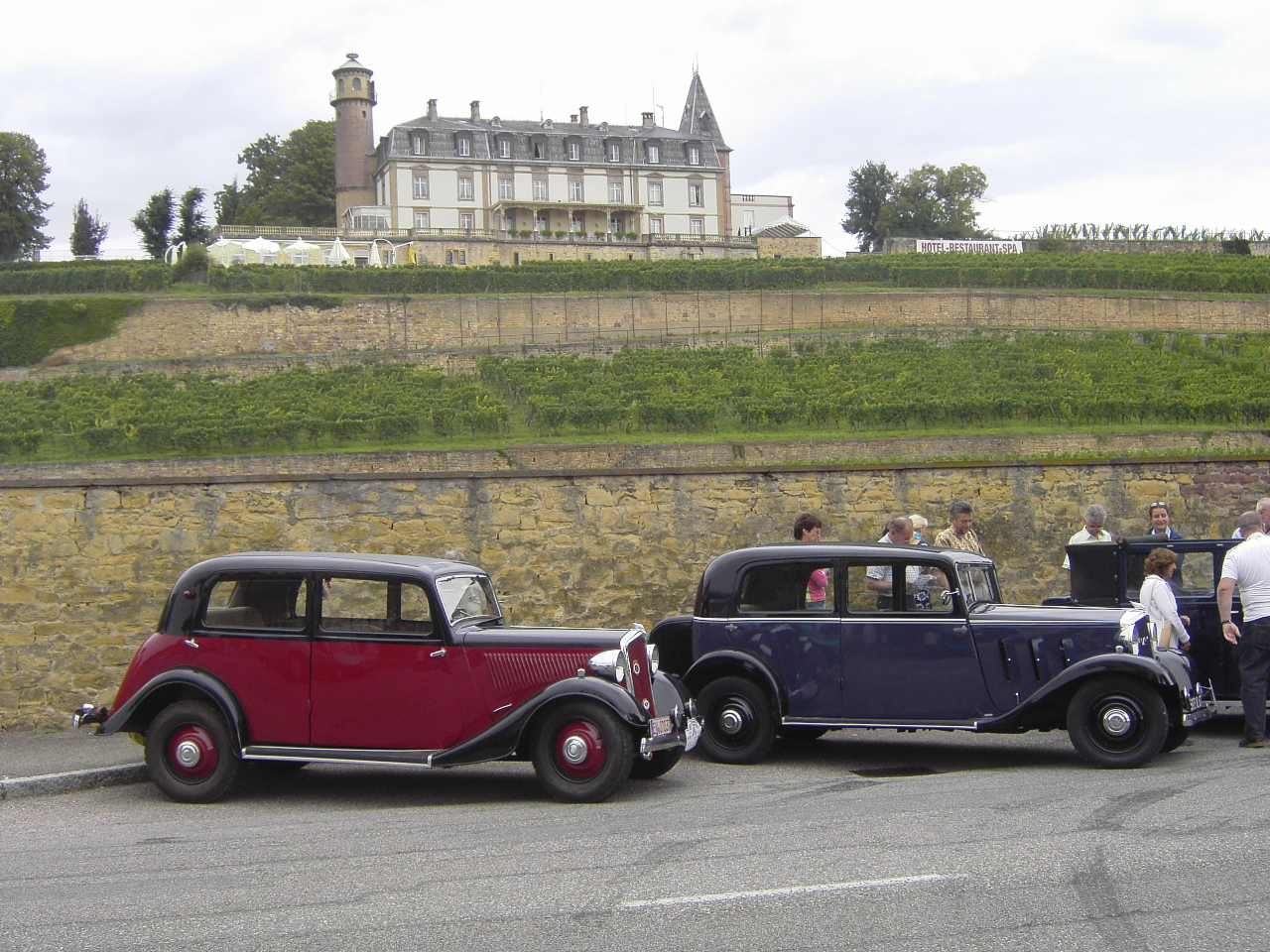
Links: Matford M4S-Commerciale 1934, rechts: Mathis EMY4-S
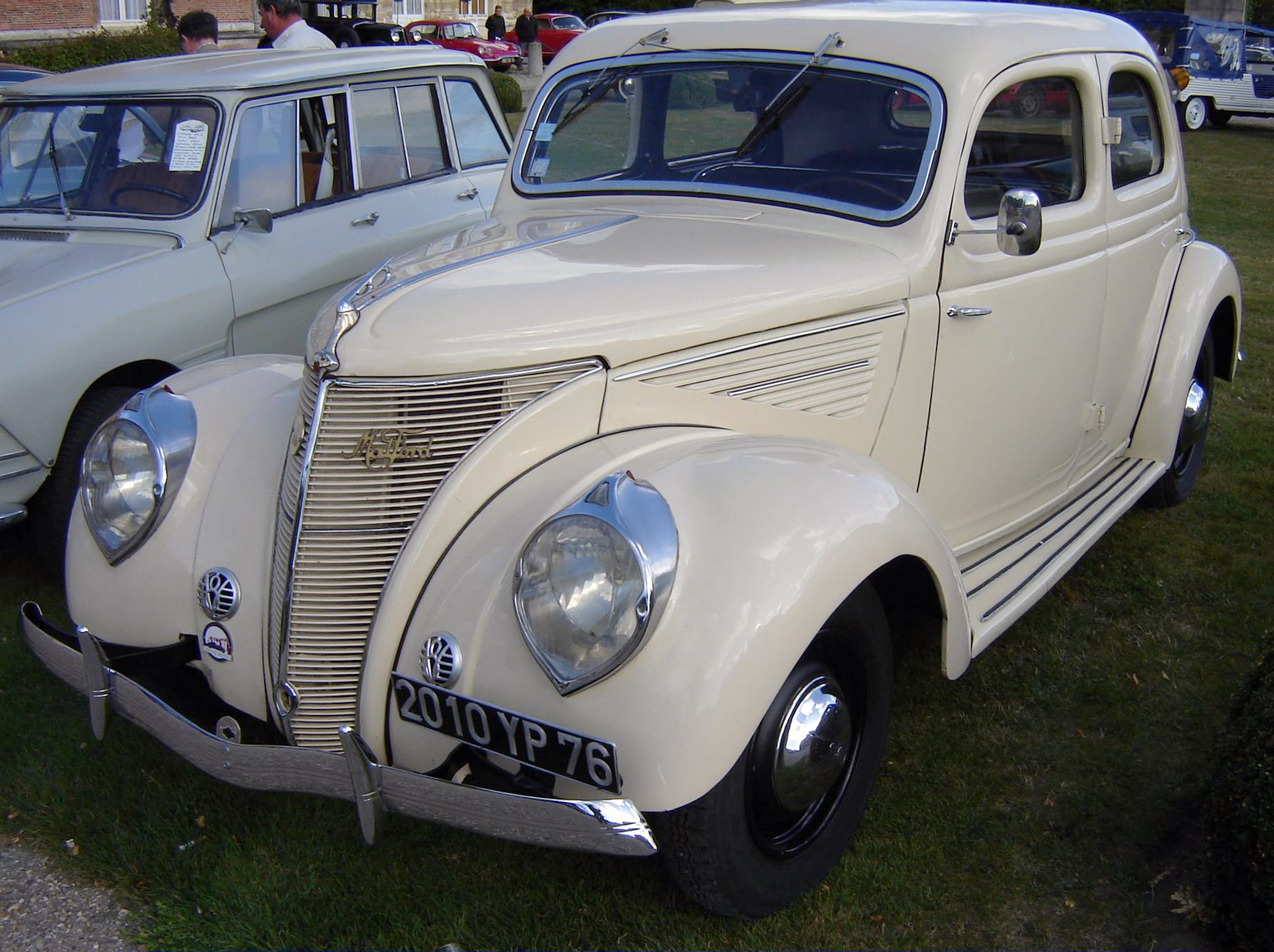
Matford Alsace von 1936
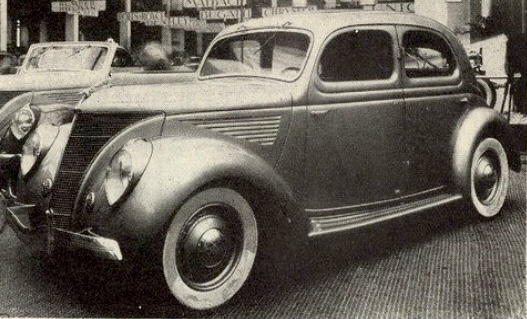
Matford 14 CV von 1936
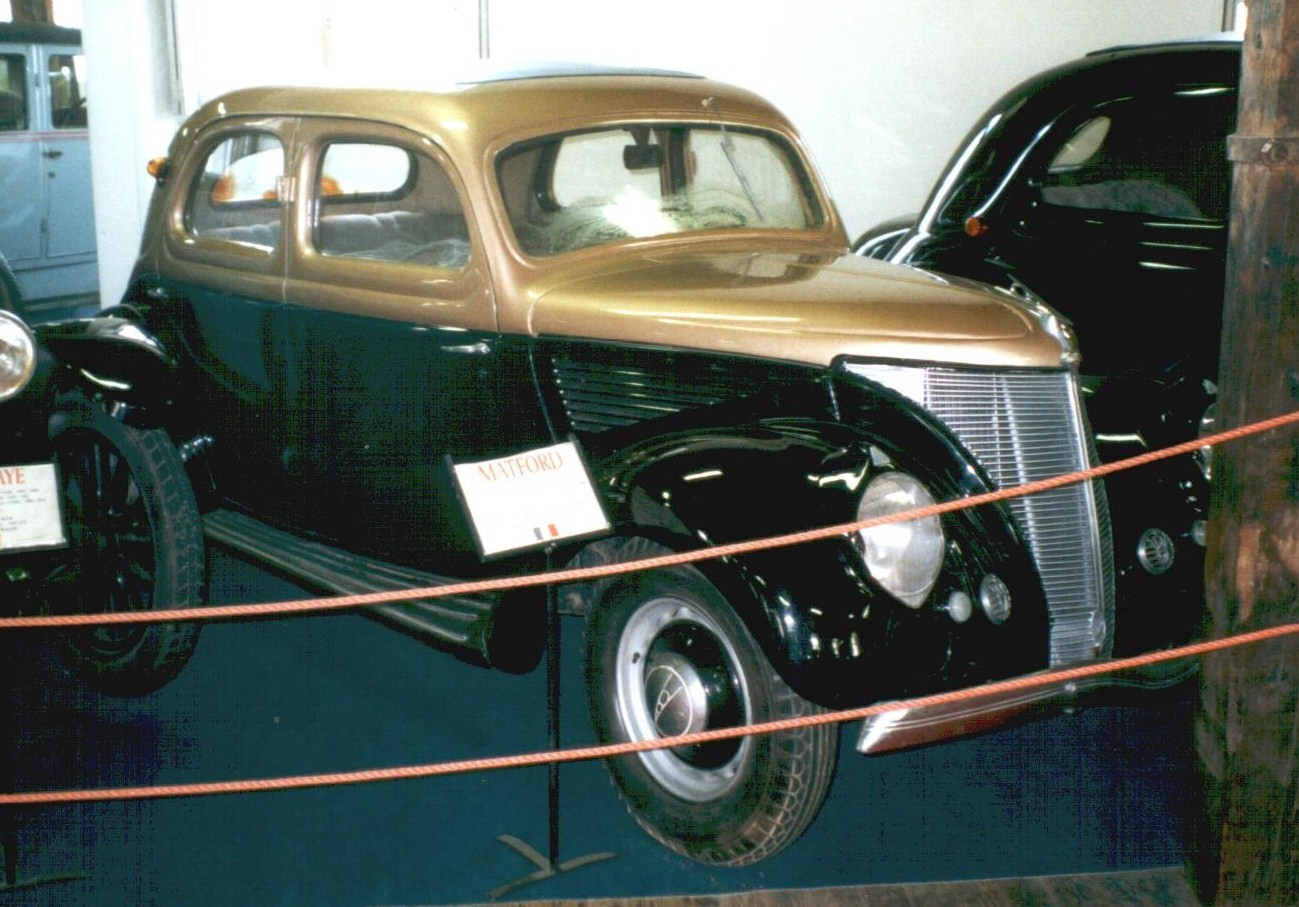
Matford von 1938
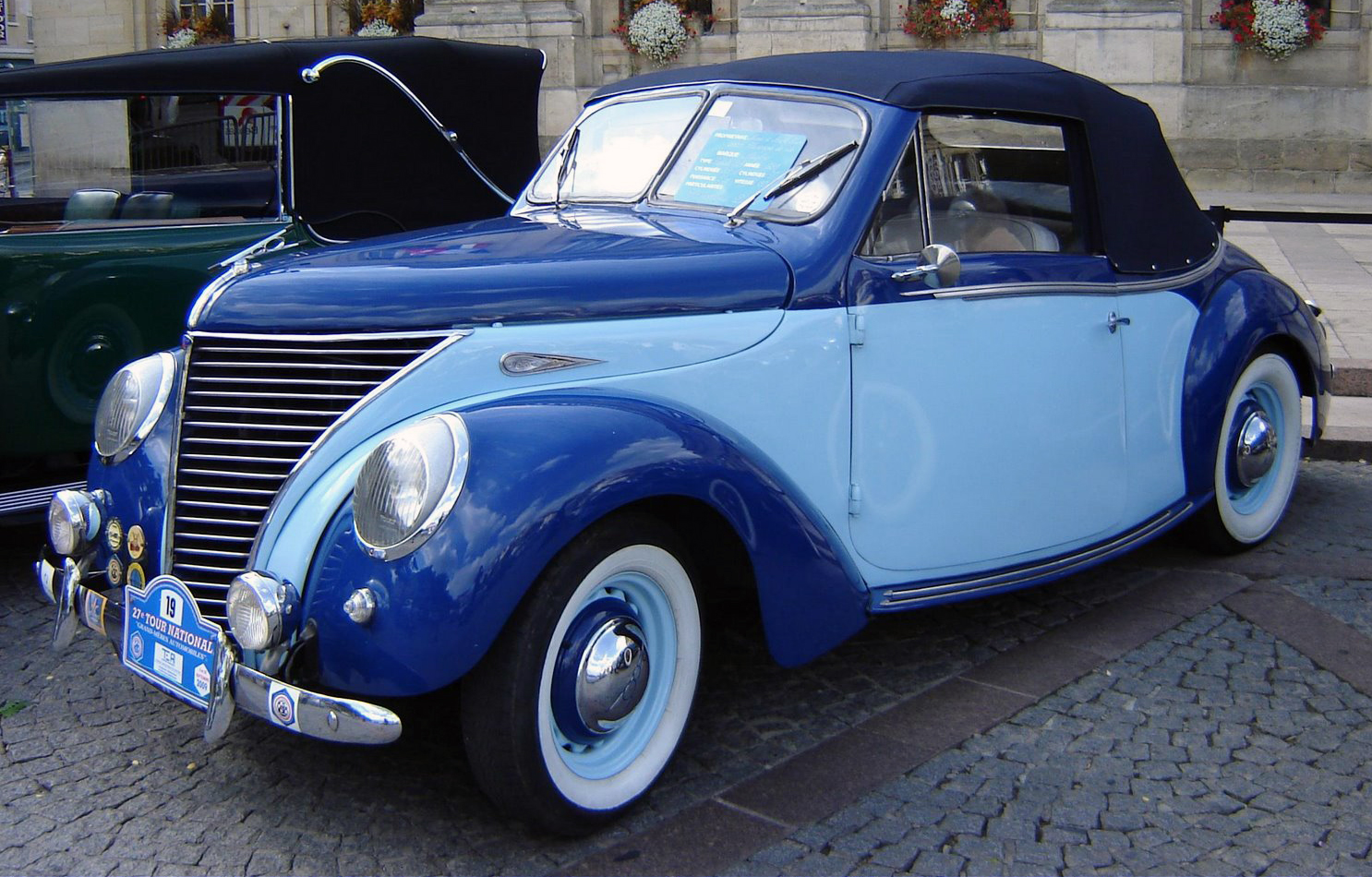
Matford von 1938
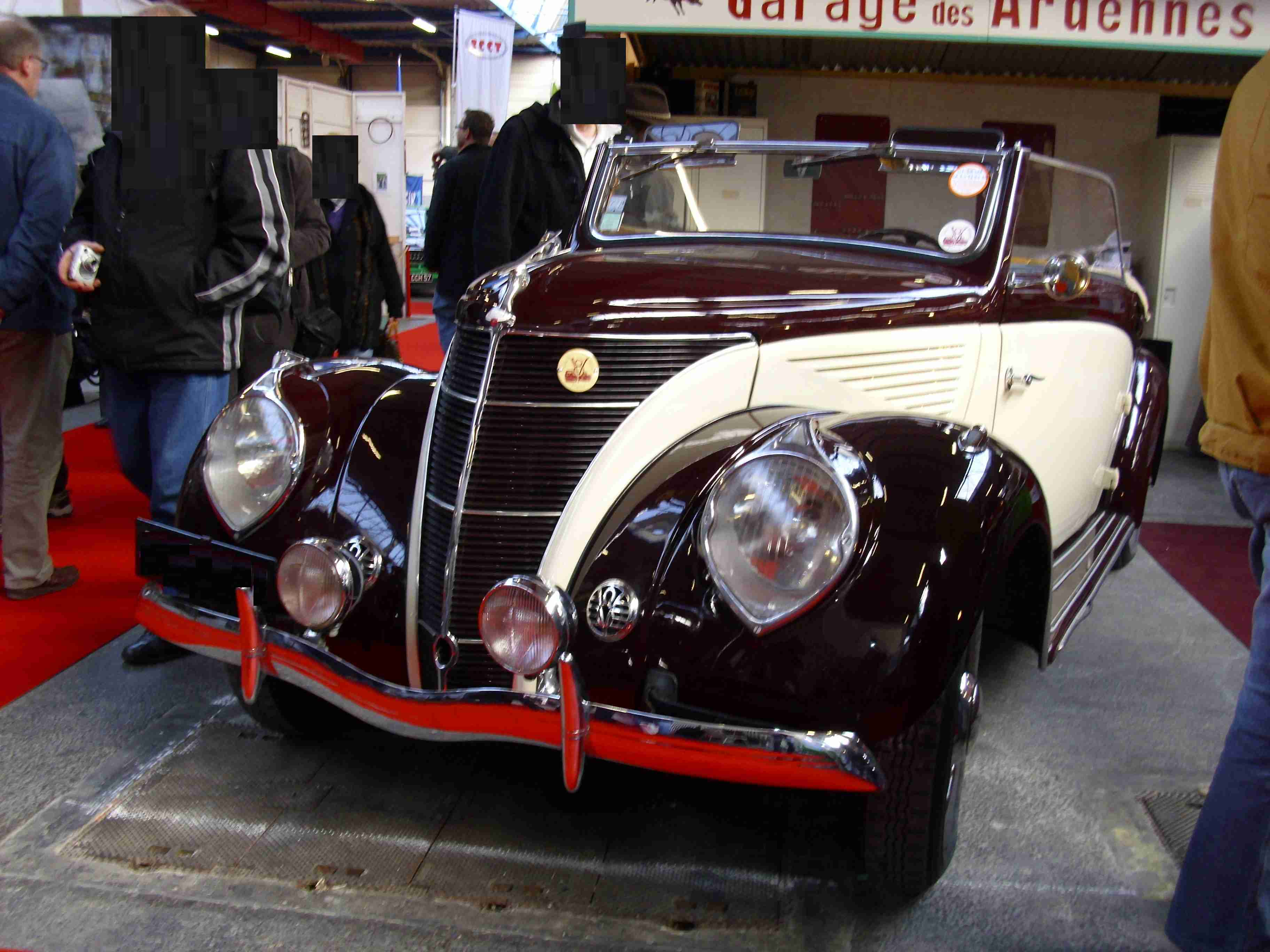
Matford von 1939

### Nutzfahrzeuge

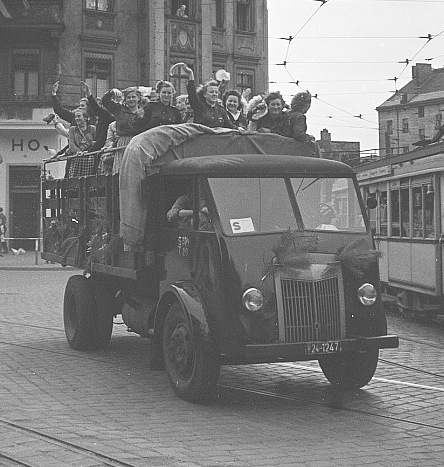
Matford F917WS

Von 1938 bis 1944 gab es den Lkw Matford F 817 T.
1940 folgte der Lkw Matford F917WS. Dieser wurde trotz des Ausbruchs des Zweiten Weltkriegs bis Februar 1943 weiter gebaut und dann zugunsten des Ford V 3000 S aus deutscher Produktion eingestellt. Nach Kriegsende wurde das Modell ab 1949 modifiziert wieder als Ford Cargo F798WM produziert bis 1954, als Ford France von Simca übernommen wurde. Somit wurde das Modell ab 1955 als Simca Cargo produziert und durch die Übernahme von Automobiles Unic 1958, bis 1960 als Unic Cargo.